# Josh Neer
Joshua Martin Neer (Des Moines, 24 marzo 1983) è un atleta statunitense di arti marziali miste.
Combatte nella categoria dei pesi welter per l'organizzazione Bellator.
In passato è stato un imbattuto campione dei pesi welter nella promozione Shark Fights tra il 2010 ed il 2011 e campione anche nelle organizzazioni locali XKK, WWFC, IFC e Victory FC; ha combattuto a più riprese nella prestigiosa UFC tra il 2005 ed il 2013 con un record parziale nella promozione di 6 vittorie e 9 sconfitte.

## Carriera nelle arti marziali miste

### Amatore
Josh ha iniziato a combattere nelle Arti Marziali Miste nel 2002 all'età di 19 anni per il Toad Holler Fight Club chiudendo con un record di 11 vittorie (4 KO e 4 sottomissione) e nessuna sconfitta.
In totale ha chiuso la sua esperienza nel Toad Holler con un record di 87-1.

### Professionista
Il suo ingresso da professionista è datato 15 marzo 2003 debuttando contro Spencer Fisher mentre il suo debutto ufficiale nella UFC fu contro Drew Fickett.
Fra i suoi incontri più memorabili c'è stato quello contro Joe Stevenson durante l'evento Ultimate Fighting 2 dove portò a casa la vittoria mentre durante l'evento UFC 61 contro Josh Burkman terminò con la sconfitta come durante il PPV UFC 62 dove fu costretto alla sottomissione contro Nick Diaz.

### Risultati nelle arti marziali miste
| Risultato | Record  | Avversario       | Metodo                           | Evento                               | Data              | Round | Tempo | Città                         | Note                                                      |
| --------- | ------- | ---------------- | -------------------------------- | ------------------------------------ | ----------------- | ----- | ----- | ----------------------------- | --------------------------------------------------------- |
| Sconfitta | 36-15-1 | Andre Santos     | Decisione (unanime)              | Bellator 146                         | 20 novembre 2015  | 3     | 5:00  | Thackerville, Stati Uniti     |                                                           |
| Sconfitta | 36-14-1 | Paul Bradley     | Decisione (unanime)              | Bellator CXXIX                       | 17 ottobre 2014   | 3     | 5:00  | Council Bluffs, Stati Uniti   |                                                           |
| Vittoria  | 36-13-1 | Travis Coyle     | Sottomissione (armbar)           | Victory FC 43                        | 2 agosto 2014     | 1     | 1:37  | Ralston, Stati Uniti          | Vince il titolo dei Pesi Welter Victory FC                |
| Vittoria  | 35-13-1 | Ron Jackson      | KO Tecnico (pugni)               | MCC 54: Grigsby vs. Morrow           | 27 giugno 2014    | 1     | 4:20  | Des Moines, Stati Uniti       |                                                           |
| Vittoria  | 34-13-1 | Anthony Smith    | Sottomissione (rear naked choke) | Victory FC 41                        | 14 dicembre 2013  | 3     | 3:48  | Ralston, Stati Uniti          |                                                           |
| Sconfitta | 33–13-1 | Court McGee      | Decisione (unanime)              | UFC 157: Rousey vs. Carmouche        | 23 febbraio 2013  | 3     | 5:00  | Anaheim, Stati Uniti          |                                                           |
| Sconfitta | 33–12-1 | Justin Edwards   | Sottomissione (ghigliottina)     | UFC on FX: Browne vs. Bigfoot        | 5 ottobre 2012    | 1     | 0:45  | Minneapolis, Stati Uniti      |                                                           |
| Sconfitta | 33–11-1 | Mike Pyle        | KO (pugno)                       | UFC on FX: Johnson vs. McCall        | 8 giugno 2012     | 1     | 4:56  | Sunrise, Stati Uniti          |                                                           |
| Vittoria  | 33–10-1 | Duane Ludwig     | Sottomissione (ghigliottina)     | UFC on FX: Guillard vs. Miller       | 20 gennaio 2012   | 1     | 3:04  | Nashville, Stati Uniti        |                                                           |
| Vittoria  | 32–10-1 | Keith Wisniewski | KO Tecnico (stop medico)         | UFC Live: Cruz vs. Johnson           | 1º ottobre 2011   | 2     | 5:00  | Washington, Stati Uniti       |                                                           |
| Vittoria  | 31–10-1 | Blas Avena       | KO Tecnico (pugni e gomitate)    | Superior Cage Combat 2               | 20 agosto 2011    | 1     | 2:54  | Las Vegas, Stati Uniti        |                                                           |
| Vittoria  | 30–10-1 | Jesse Juarez     | KO Tecnico (pugni)               | SF 16: Neer vs. Juarez               | 25 giugno 2011    | 1     | 4:57  | Odessa, Stati Uniti           | Difende il titolo dei Pesi Welter Shark Fights ad Interim |
| Vittoria  | 29–10-1 | Andre Kase       | KO Tecnico (pugni)               | WWFC 2: Neer vs. Kase                | 9 aprile 2011     | 1     | 0:20  | Clive, Stati Uniti            |                                                           |
| Vittoria  | 28–10-1 | Jesse Finney     | Sottomissione (ghigliottina)     | Fight Me MMA 1: The Battle Begins    | 14 agosto 2010    | 1     | 4:09  | Saint Louis, Stati Uniti      |                                                           |
| Sconfitta | 27–10-1 | Eddie Alvarez    | Sottomissione (rear naked choke) | Bellator XVII                        | 6 maggio 2010     | 2     | 2:08  | Boston, Stati Uniti           | Debutto in Bellator                                       |
| Vittoria  | 27–9-1  | Anselmo Martinez | Sottomissione (rear naked choke) | Shark Fights 8                       | 5 febbraio 2010   | 1     | 3:05  | Lubbock, Stati Uniti          | Vince il titolo dei Pesi Welter Shark Fights ad Interim   |
| Vittoria  | 26–9-1  | Matt Delanoit    | KO (pugni)                       | Max Fights DM: Ballroom Brawl 4      | 8 gennaio 2010    | 1     | 3:48  | Des Moines, Stati Uniti       |                                                           |
| Sconfitta | 25–9-1  | Gleison Tibau    | Decisione (unanime)              | UFC 104: Machida vs. Shogun          | 24 ottobre 2009   | 3     | 5:00  | Los Angeles, Stati Uniti      |                                                           |
| Sconfitta | 25–8-1  | Kurt Pellegrino  | Decisione (unanime)              | UFC 101: Declaration                 | 8 agosto 2009     | 3     | 5:00  | Filadelfia, Stati Uniti       |                                                           |
| Vittoria  | 25–7-1  | Mac Danzig       | Sottomissione (triangolo)        | UFC Fight Night: Lauzon vs. Stephens | 7 febbraio 2009   | 2     | 3:36  | Tampa, Stati Uniti            |                                                           |
| Sconfitta | 24–7-1  | Nate Diaz        | Decisione (non unanime)          | UFC Fight Night: Diaz vs. Neer       | 17 settembre 2008 | 3     | 5:00  | Omaha, Stati Uniti            |                                                           |
| Vittoria  | 24–6-1  | Din Thomas       | Decisione (unanime)              | UFC Fight Night: Florian vs. Lauzon  | 2 aprile 2008     | 3     | 5:00  | Broomfield, Stati Uniti       |                                                           |
| Vittoria  | 23–6-1  | Nick Sorg        | Sottomissione (armbar)           | C3: Smokey Mountain Showdown         | 27 ottobre 2007   | 1     | 2:16  | Cherokee, Stati Uniti         |                                                           |
| Vittoria  | 22–6-1  | Paul Rodriguez   | KO Tecnico (pugni)               | Greensparks: Full Contact Fighting 5 | 27 luglio 2007    | 1     | 1:39  | Des Moines, Stati Uniti       |                                                           |
| Sconfitta | 21–6-1  | Mark Miller      | KO (pugno)                       | IFL: Chicago                         | 19 maggio 2007    | 1     | 0:54  | Chicago, Stati Uniti          | Incontro di Pesi Leggeri                                  |
| Vittoria  | 21–5-1  | Tyson Burris     | Sottomissione (pugni)            | FSG: Coliseum Carnage                | 8 aprile 2007     | 1     | 2:31  | Ames, Stati Uniti             |                                                           |
| Vittoria  | 20–5-1  | Mark Gearhart    | KO Tecnico (pugni)               | Greensparks: Full Contact Fighting 3 | 17 marzo 2007     | 1     | 0:21  | Iowa, Stati Uniti             |                                                           |
| Vittoria  | 19–5-1  | TJ Waldburger    | KO Tecnico (pugni)               | IFC: Road to Global Domination       | 4 marzo 2007      | 1     | 0:24  | Belton, Stati Uniti           | Vince il titolo dei Pesi Welter IFC                       |
| Vittoria  | 18–5-1  | Butch Hajicek    | Sottomissione (pugni)            | MCC 5: Thanksgiving Throwdown        | 22 novembre 2006  | 1     | 2:30  | Des Moines, Stati Uniti       |                                                           |
| Sconfitta | 17–5-1  | Nick Diaz        | Sottomissione (kimura)           | UFC 62: Liddell vs. Sobral           | 26 agosto 2006    | 3     | 1:42  | Las Vegas, Stati Uniti        |                                                           |
| Sconfitta | 17–4-1  | Josh Burkman     | Decisione (unanime)              | UFC 61: Bitter Rivals                | 8 luglio 2006     | 3     | 5:00  | Las Vegas, Stati Uniti        |                                                           |
| Vittoria  | 17–3-1  | Joe Stevenson    | Decisione (unanime)              | UFC Ultimate Fight Night 4           | 6 aprile 2006     | 3     | 5:00  | Las Vegas, Stati Uniti        |                                                           |
| Vittoria  | 16–3-1  | Melvin Guillard  | Sottomissione (triangolo)        | UFC Ultimate Fight Night 3           | 16 gennaio 2006   | 1     | 4:20  | Las Vegas, Stati Uniti        |                                                           |
| Vittoria  | 15–3-1  | Alex Carter      | KO Tecnico (pugni)               | XKK: Des Moines                      | 23 novembre 2005  | 1     | 3:43  | Des Moines, Stati Uniti       | Difende il titolo dei Pesi Welter XKK                     |
| Sconfitta | 14–3-1  | Nick Thompson    | Sottomissione (rear naked choke) | Extreme Challenge 64                 | 15 ottobre 2005   | 2     | 2:19  | Osceola, Stati Uniti          |                                                           |
| Vittoria  | 14–2-1  | Forrest Petz     | Sottomissione (triangolo)        | FFC 15: Fiesta Las Vegas             | 14 settembre 2005 | 1     | 3:25  | Las Vegas, Stati Uniti        |                                                           |
| Sconfitta | 13–2-1  | Drew Fickett     | Sottomissione (rear naked choke) | UFC Ultimate Fight Night             | 6 agosto 2005     | 1     | 1:35  | Las Vegas, Stati Uniti        | Debutto in UFC                                            |
| Vittoria  | 13–1-1  | Todd Kiser       | Sottomissione (pugni)            | Extreme Challenge 62                 | 18 giugno 2005    | 1     | 1:41  | Council Bluffs, Stati Uniti   |                                                           |
| Vittoria  | 12–1-1  | Mark Long        | KO (pugno)                       | XKK: Des Moines                      | 20 maggio 2005    | 1     | 0:54  | Des Moines, Stati Uniti       |                                                           |
| Vittoria  | 11–1-1  | Jay Jack         | Decisione (unanime)              | Extreme Challenge 61                 | 22 aprile 2005    | 3     | 5:00  | Medina, Stati Uniti           |                                                           |
| Vittoria  | 10–1-1  | Derrick Noble    | Sottomissione (triangolo)        | XKK: Des Moines                      | 19 marzo 2005     | 1     | 3:22  | Des Moines, Stati Uniti       |                                                           |
| Vittoria  | 9–1-1   | Terrance Reasby  | KO Tecnico (pugni)               | Downtown Destruction 2               | 2 febbraio 2005   | 2     | 0:52  | Des Moines, Stati Uniti       |                                                           |
| Vittoria  | 8–1-1   | Mark Bear        | KO (ginocchiate)                 | VFC 8: Fallout                       | 27 novembre 2004  | 3     | 3:40  | Council Bluffs, Stati Uniti   |                                                           |
| Vittoria  | 7–1-1   | David Gardner    | KO Tecnico (pugni)               | XKK: Des Moines                      | 30 ottobre 2004   | 1     | 1:55  | Des Moines, Stati Uniti       |                                                           |
| Vittoria  | 6–1-1   | Anthony Macias   | KO Tecnico (pugni)               | FFC 11: Explosion                    | 10 settembre 2004 | 1     | 0:41  | Biloxi, Stati Uniti           |                                                           |
| Vittoria  | 5–1-1   | Fred Leavy       | KO Tecnico (pugni)               | Xtreme Kage Kombat                   | 7 agosto 2004     | 1     | 3:44  | Des Moines, Stati Uniti       |                                                           |
| Vittoria  | 4–1-1   | Kyle Jensen      | Sottomissione (armbar)           | Extreme Challenge 57                 | 6 maggio 2004     | 3     | 1:04  | Council Bluffs, Stati Uniti   |                                                           |
| Sconfitta | 3–1-1   | Spencer Fisher   | Decisione (non unanime)          | VFC 7: Showdown                      | 6 marzo 2004      | 5     | 5:00  | Council Bluffs, Stati Uniti   | Per il titolo dei Pesi Medi VFC                           |
| Vittoria  | 3–0-1   | Joe Chacon       | Decisione (unanime)              | XKK: Clash in Curtiss 4              | 7 febbraio 2004   | 3     | 3:00  | Curtiss, Stati Uniti          |                                                           |
| Parità    | 2–0-1   | Joe Jordan       | Parità                           | AFA: Judgment Night                  | 17 gennaio 2004   | 3     | 3:00  | Fort Dodge, Iowa, Stati Uniti |                                                           |
| Vittoria  | 2–0     | Royce Louck      | KO Tecnico (pugni)               | Absolute Ada Fights 4                | 13 settembre 2003 | 1     | 1:43  | Ada, Stati Uniti              |                                                           |
| Vittoria  | 1–0     | Josh Kennedy     | KO (body slam)                   | Gladiators 20                        | 15 marzo 2003     | 1     | 3:41  | Des Moines, Stati Uniti       |                                                           |